# Atoposmia elongata
Atoposmia elongata là một loài Hymenoptera trong họ Megachilidae. Loài này được Michener mô tả khoa học năm 1936.